# Mieczysława Franczyk
Mieczysława Franczyk (ur. 1 kwietnia 1942 w Mostkach) – polska wioślarka, rehabilitantka, olimpijka z Montrealu 1976.
Zawodniczka klubu Skra Warszawa w latach 1959–1976. Wielokrotna (20) mistrzyni Polski.
Uczestniczka mistrzostw świata w roku 1974 podczas których zajęła 4. miejsce w dwójce podwójnej (partnerką była Ewa Ambroziak) oraz mistrzostw w 1975 roku podczas których zajęła 9. miejsce w czwórce podwójnej (partnerkami były: Aleksandra Jachowska, Janina Klucznik, Aleksandra Kaczyńska, Dorota Zdanowska (sternik)).
Uczestnika mistrzostw Europy w roku:
- 1963 - 5. miejsce w ósemkach
- 1965 - w ósemkach. Polska osada odpadła w repasażach.
- 1966 - w ósemkach. Polska osada odpadła w repasażach.
- 1970 - 10. miejsce w dwójce podwójnej (partnerką była Maria Sorys,
- 1971 - 5. miejsce w dwójkach podwójnych (partnerką była Maria Sorys),
- 1972 - 9. miejsce w dwójkach podwójnych (partnerką była Maria Sorys),
- 1973 - 5. miejsce w dwójkach podwójnych (partnerką była Ewa Ambroziak).

Na igrzyskach olimpijskich w roku 1976 w Montrealu wystartowała w ósemkach (partnerkami były:Anna Brandysiewicz, Bogusława Kozłowska, Barbara Wenta, Danuta Konkalec, Róża Data, Maria Stadnicka, Aleksandra Kaczyńska, Dorota Zdanowska (sternik)). Polska osada zajęła 7. miejsce.